# Egér a Marson
Az Egér a Marson (eredeti cím: Die Abenteuer der Maus auf dem Mars) egy gyermekek számára készített mesekönyv, valamint egy ugyanezen címmel megjelent rajzfilmsorozat. A német nyelvű változatot először 1976. január 7-én sugározta a Bajor televízió. A sorozat 52 részből áll, mindegyikük ötperces. Ausztriában az ORF adó a Betthupferl nevű gyerekprogram keretein belül tűzte műsorra. Az egér kalandjait tulajdonképpen egy ötletpályázat szülte, ahol 22 000 munkát küldtek be öt országból. A rajzfilm maga egy német-osztrák-svájci-magyar-jugoszláv koprodukció Gabi Kubach és Peter F. Bringmann vezetésévél. A rajzfilmet Magyarországon rendezték. A rajzfilm DVD-n német nyelven 2006. augusztus 25-én jelent meg, a lemez a második széria epizódjait tartalmazza. Az első széria DVD-je 2007 januárja óta kapható. Magyarországon az MTV1 mutatta be.

## Tartalom
Az egér eredetileg a Cape Canaveral légibázison élt, de egy induló rakétával véletlenül fellőtték a Mars bolygóra, ahonnan nem tudott visszatérni. A Marson szomszédaival, egy marslakóval és egy vakonddal sok kalandot élnek át. Vigyáznia kell azonban, hogy ne egyen sok piros-fehér csíkos, a Mars fáin növő cukorból készült sétapálcát, mert ettől hatalmasra nő.

## Gyártás
| Stábtag         | Beosztás                                                | Év   |
| --------------- | ------------------------------------------------------- | ---- |
| Rendező         | Temesi Miklós                                           | 1976 |
| Rendező         | Branko Ranitovic                                        | 1982 |
| Forgatókönyvíró | Peter F. Bringmann Gabi Kubach                          | 1976 |
| Forgatókönyvíró | Bora Cosic Antun Soljan                                 | 1982 |
| Zeneszerző      | Gyulai Gaál János                                       | 1976 |
| Zeneszerző      | Stipica Kalogjera Hermann Thieme                        | 1982 |
| Operatőr        | Méhl Tibor Nagy Csaba Polyák Sándor                     | 1976 |
| Grafika         | Hegedűs László                                          | 1976 |
| Grafika         | Pavao Stalter                                           | 1982 |
| Animátor        | Hernádi Oszkár Kecskeméti Ilona Liliom Károly Palkó Pál | 1976 |
| Animátor        | Leopold Fabiani Zlatko Grgic Turido Paus Neven Petricic | 1982 |